# عنکبوت خرچنگی طلایی
عنکبوت خرچنگی طلایی گونه‌ای از عنکبوت خرچنگی با توزیع قلمرو همه‌شمالگان است. در آمریکای شمالی، آن را عنکبوت خرچنگ طلا یا عنکبوت گل (خرچنگ) می‌نامند، چون معمولاً در فصل پاییز در حال شکار است. عنکبوت‌های نر در اوایل تابستان ممکن است بسیار کوچک باشند و به راحتی نادیده گرفته شوند، اما عنکبوت‌های ماده می‌توانند تا ۱۰ میلی‌متر (۰٫۳۹ اینچ) رشد کنند اما نرها تنها به ۵ میلی‌متر (۰٫۲۰ در) می‌رسند.

## ویژگی‌ها
این عنکبوت‌ها ممکن است زرد یا سفید باشند بستگی به گلی که در آن‌ها شکار می‌کنند دارد (استتار فعال). به خصوص عنکبوت‌های جوان ماده، که ممکن است در انواعی از گل‌ها از جمله گل بابونه و گل آفتابگردان به شکار بپردازند و ممکن است رنگ خود را تغییر دهند. با این حال، فرایند تغییر رنگ یک لحظه نیست و می‌تواند به ۲۵ روز کامل نیاز داشته باشد. عنکبوت‌ها ی ماده مسن‌تر به مقدار زیادی از طعمه‌های نسبتاً بزرگ نیاز دارند تا بهترین دسته‌تخم ممکن برای تخم‌ها را تولید کنند؛ بنابراین، در آمریکای شمالی، بیشتر آن‌ها در goldenrod (Solidago sp)، در یک گل زرد روشن که تعداد زیادی از حشرات را به ویژه در پاییز به خود جذب می‌کند، یافت می‌شوند. حتی برای یک انسان جستجو کننده بسیار سخت است که یکی از این عنکبوت‌ها را در یک گل زرد تشخیص دهد. این عنکبوت‌ها گاهی به خاطر رنگ زرد پررنگ خود به آن «عنکبوت موزی» می‌گویند. آن‌ها از حشراتی مثل bumblebees (bombus ternarius) و، در آمریکای مرکزی، Trigona fulviventris (زنبور stingless)مشهور هستند.

## تولیدمثل
عنکبوت‌های نر بسیار کوچک در جستجوی عنکبوت‌های ماده از گلی به گل دیگر می‌روند و اغلب دیده می‌شود که یک یا چند پاهایشان را از دست می‌دهند. این ممکن است به دلیل بی‌توجهی نسبت از نزدیک شدن به شکارچیان از قبیل پرنده‌ها یا جنگیدن با عنکبوت‌های نر دیگر باشد.
وقتی عنکبوت نر یک عنکبوت ماده را پیدا می‌کند، از بالای سر او بالا می‌رود، از بالای سرش عبور می‌کند و به قسمت زیرین او می‌رود، جایی که او pedipalps را به طرف او می‌گذارد.
سپس ماده تخم خود را بر روی گیاهان از جنس Asclepias (milkweeds) می‌گذارد.
عنکبوت جوان تا پاییز به حدود ۵ میلی‌متر (۰٫۲۰ در) می‌رسد و زمستان را روی زمین سپری می‌کند. رشد آن‌ها برای آخرین بار در ماه مه سال بعد متوقف می‌شود.
از آنجا که عنکبوت خرچنگی طلایی، روش استتار را به کار می‌گیرد، می‌تواند به جای یافتن غذا و فرار از شکارچیان، انرژی بیشتری بر روی رشد و تولید مثل متمرکز کند. همانند بسیاری از گونه‌های Thomisidae، همبستگی مثبت بین وزن ماده و اندازه کلاچ یا باروری وجود دارد.انتخاب اندازه بزرگ‌تر بدن یک عنکبوت ماده در نتیجه موفقیت تولید مثل را افزایش می‌دهد.

## تغییر رنگ
این عنکبوت‌ها با تولید رنگدانه‌های به عنوان مایع زردرنگ به لایه بیرونی بدن، رنگ خود را تغییر می‌دهند. بر روی عنکبوت سفید، این پودر به لایه‌های پایین‌تر منتقل می‌شود، به طوری که غده‌های درونی، پر از guanine سفید و قابل‌مشاهده می‌شوند. شباهت رنگ میان عنکبوت و گل به خوبی با یک گل سفید متناسب است، به ویژه در Chaerophyllum temulum، در مقایسه با یک گل زرد براساس توابع بازتابندگی طیفی.
اگر عنکبوت طولانی مدت بر روی یک گیاه سفید بماند، رنگ زرد اغلب دفع می‌شود. سپس عنکبوت خیلی طول می‌کشد تا به رنگ زرد تغییر کند، چون باید ابتدا رنگ‌دانه‌های زرد را تولید کند. تغییر رنگ توسط بازخورد بصری ایجاد می‌شود؛ عنکبوت‌هایی با چشم‌های رنگ‌شده پیدا شده که این توانایی را از دست داده‌اند.
تغییر رنگ از سفید به زرد بین ۱۰ تا ۲۵ روز طول می‌کشد. رنگدانه‌های زرد به نام‌های kynurenine و 3-hydroxykynurenine شناسایی شده‌اند.

## نگارخانه

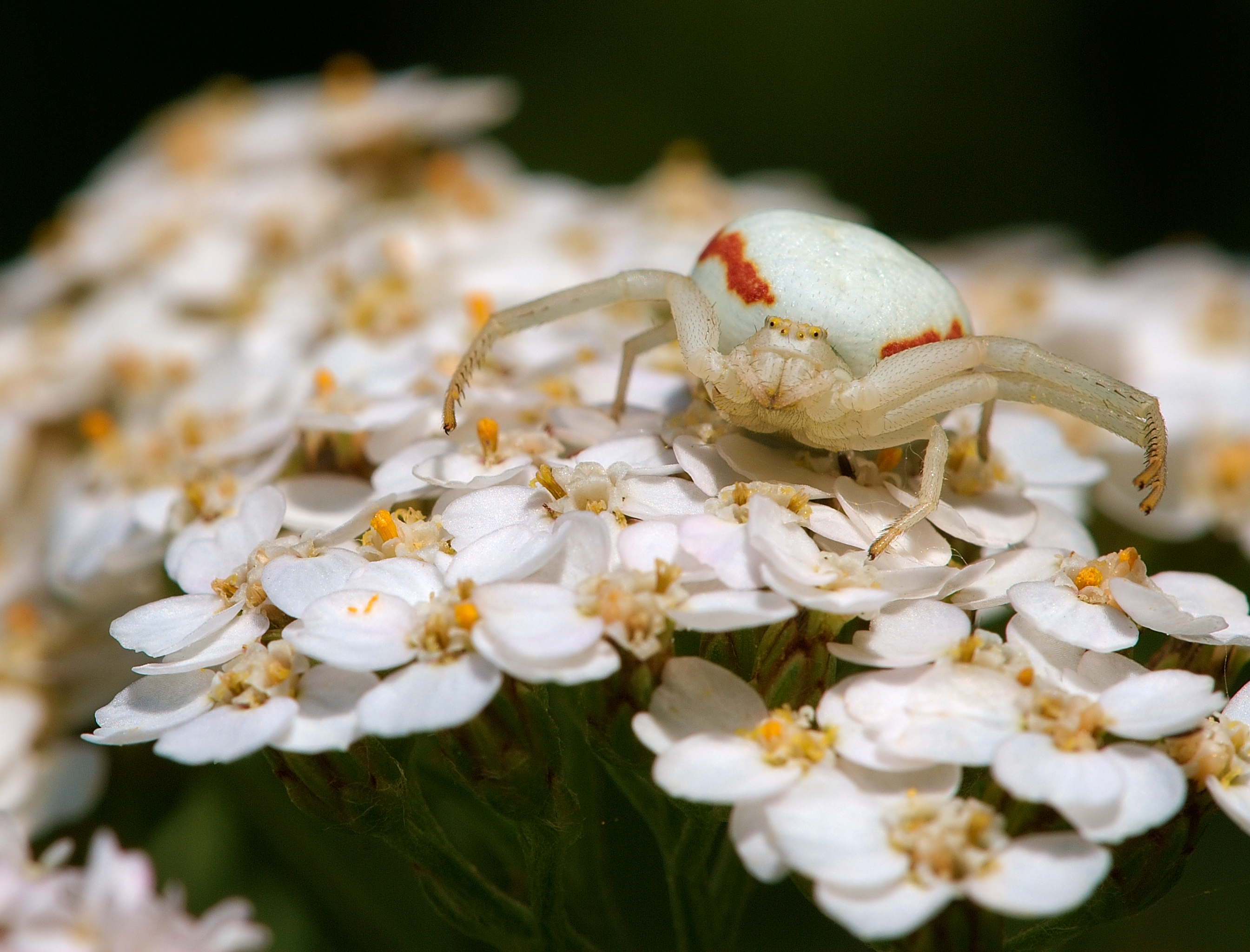
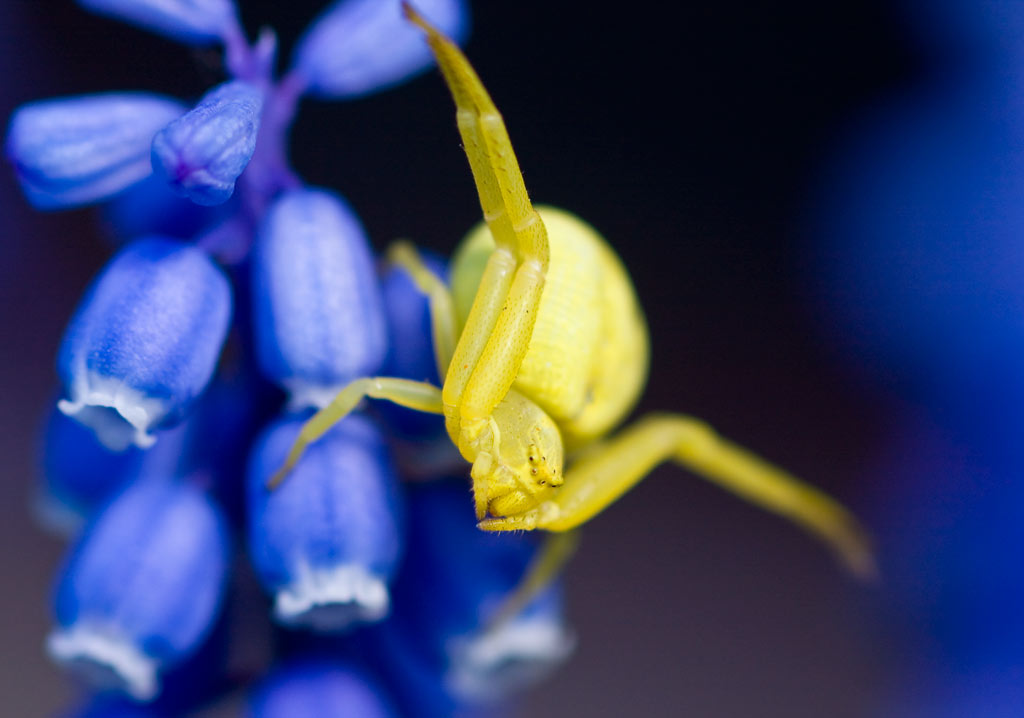
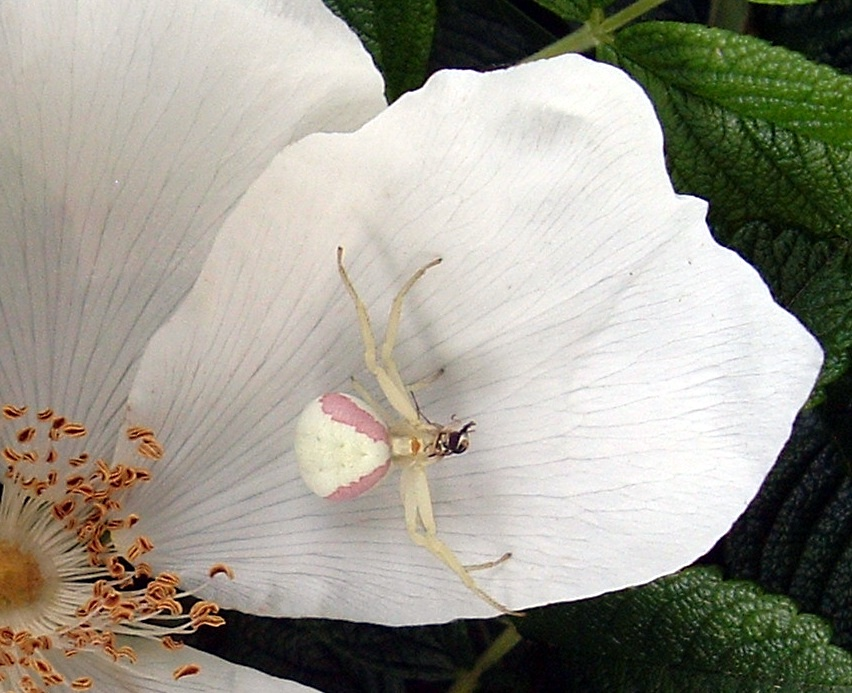
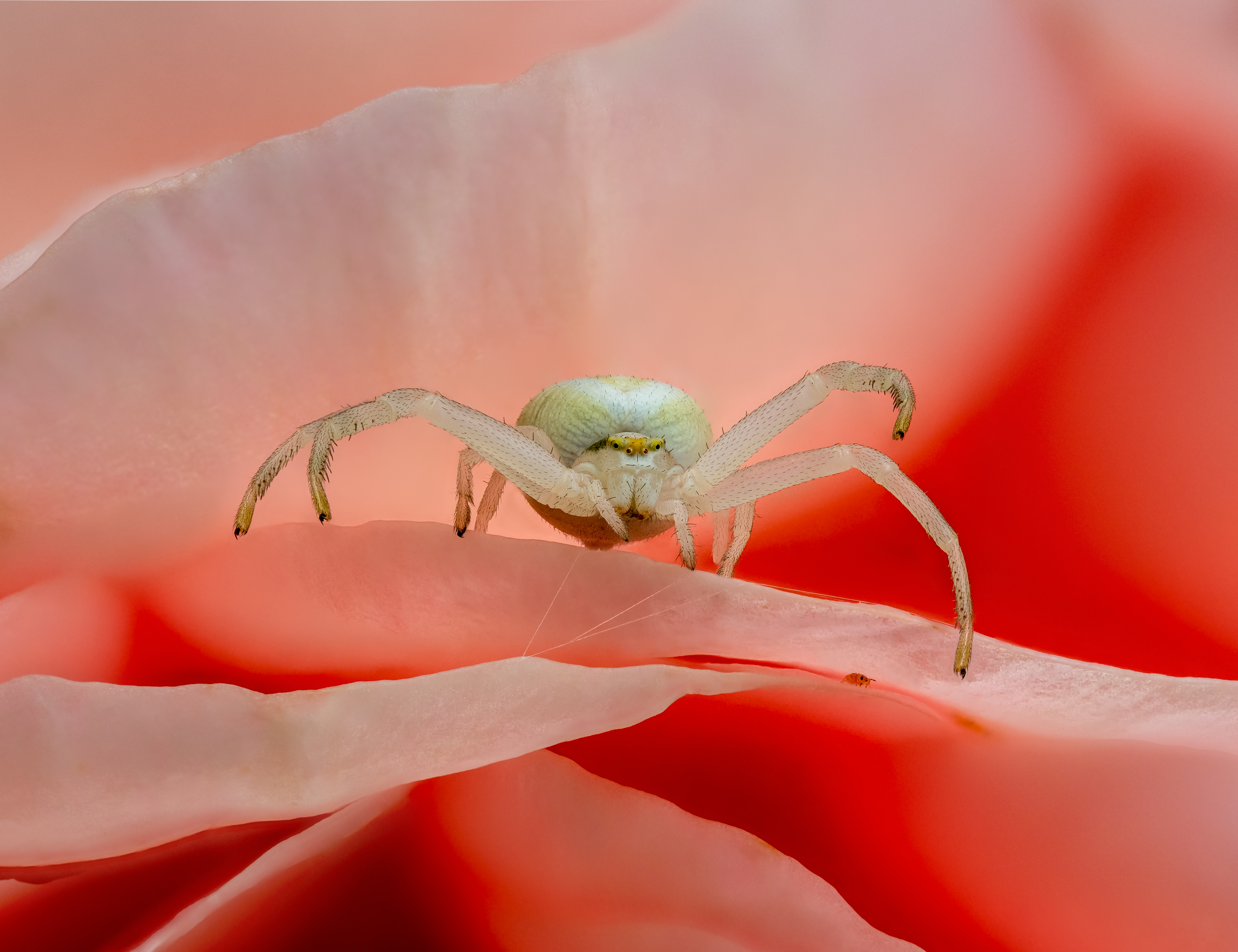